# Paco Alcázar
Francisco Alcázar es un historietista, ilustrador y músico español, nacido en Cádiz en 1970. Desde unos inicios independientes en los que practicaba el humor negro a la manera de M.A. Martín y con influencias de autores alternativos estadounidenses como Charles Burns y Daniel Clowes, se ha abierto camino hacia medios más generalistas como Cinemanía, Rockdelux y El Jueves, desarrollando en esta última su serie más popular hasta la fecha: Silvio José, el buen parásito.

## Biografía

### Infancia e inicios profesionales
Todavía muy niño, descubrió su vocación, tras leer dos tomos de El Hombre Enmascarado.
En 1990 empezó a estudiar Diseño Gráfico en la Escuela Massana, en Barcelona. Entabló contacto a través de un amigo con los editores de “Arrebato” y empezó a publicar historietas en "Mono Gráfico", luego recopiladas bajo el título de The Lovesucks Experience (1994). Formó parte también del grupo musical Henderson Faith (1993).
Con Subterfuge Comix publicó ¡Escarba, escarba! (1997) y Porque te gusta (1999), obra ésta en la que se produce una mutación de su estilo, bajo la influencia de Daniel Clowes.
Ya para D2ble D2sis realiza Moho, que remite a las filias de M. A. Martín (Snuff 2000, Psychopathia Sexualis) y la surrealista Todo está perdido (05/2001), una recopilación de tiras realizadas durante los cuatro años anteriores en las que pueden detectarse ecos de Charles Burns, David Cronenberg, David Lynch y Roland Topor.
Para la desaparecida El Víbora, y todavía trabajando de camarero, creó Mecanismo blanco. También colaboró en Rolling Stone, MAN, Mondosonoro, La Revista 40, Nosotros Somos los Muertos y Blab!, entre otras. Como músico formó parte del dúo Humbert Humbert, con el que publicó el álbum Short Panic. Su compañero de dúo era Miguel B. Núñez, también historietista, con el que publicó la revista de cómics "Recto".

### La profesionalización: El Jueves (2005-2014)
En abril de 2005, y a propuesta de J.L. Martín entró en la revista El Jueves, donde realiza la serie Silvio José, el buen parásito. Por otra parte, la editorial Random House Mondadori publica una antología de su obra anterior titulada El manual de mi mente en unas condiciones de que no había disfrutado hasta entonces.
Desde noviembre de 2007 publica en la revista Cinemanía una tira de historieta titulada La industria de los sueños.
En 2008 continua para El Manglar La prisión portátil, comenzada en "NSLM", y empieza a colaborar como ilustrador en la revista musical Rockdelux.

### Abandono de El Jueves (2014-presente)
En junio de 2014, Alcázar, junto a otros dibujantes de El Jueves como Manel Fontdevila, Albert Monteys y Bernardo Vergara, anunció su marcha del semanario después de que la editorial RBA no permitiera publicar una portada en la que se hacía referencia a la abdicación del rey de España, Juan Carlos I. Además de empezar a colaborar con la revista Mongolia, todos ellos participaron en un cómic digital llamado Orgullo y satisfacción lanzado el día anterior a la coronación de Felipe VI, que pasó a convertirse en publicación digital mensual en septiembre de 2014.
En marzo de 2015 el grupo Mama Mama Ladilla publica su nuevo disco coprofonia  cuya portada realiza Paco Alcázar.

## Estilo
Alcázar empezó a publicar en la década de los 90 con un estilo muy definido que se caracterizaba por el humor negro, la acidez y el sarcasmo de sus guiones. Con el tiempo, su estilo se ha refinado hacia un humor igual de punzante pero algo menos escatológico. 
En el aspecto gráfico, su estilo también ha evolucionado en una transición que lo llevó de unos personajes extrañamente antropomórficos y oscuros a los humanos caricaturizados y coloristas que realiza en la actualidad, pasando por la estética retro de su afamada obra Todo está perdido. 

## Obra
| Años             | Título                        | Tipo                                                                            | Publicación            |
| ---------------- | ----------------------------- | ------------------------------------------------------------------------------- | ---------------------- |
| 1994             | The Lovesucks Experience      | Álbum de cómic                                                                  | Mono Gráfico           |
| 1997             | Escarba, escarba              | Álbum de cómic                                                                  | Subterfuge Comix       |
| 1999             | Porque te gusta               | Álbum de cómic                                                                  | Subterfuge Comix       |
| 2000             | Moho                          | Álbum de cómic                                                                  | Doble Dosis            |
| 04/2005-presente | Silvio José, el buen parásito | Serie                                                                           | El Jueves              |
| 05/2008          | El manual de mi mente         | Álbum de cómic recopilatorio                                                    | Random House Mondadori |
| 02/2011          | Daño gratuito                 | Álbum de cómic recopilatorio                                                    |                        |
| 02/2012          | La industria de los sueños    | Recopilación de chistes para Cinemanía                                          | ¡Caramba!              |
| 05/2013          | Huracán de sensatez           | Álbum recopilatorio de cómic e ilustraciones                                    | Diábolo Ediciones      |
| 2018             | Fábrica de problemas          | Álbum recopilatorio de tiras aparecidas originalmente en Orgullo y satisfacción | ¡Caramba!              |